# Eisner Peak
Eisner Peak är en bergstopp i Antarktis. Den ligger i Västantarktis. Argentina, Chile och Storbritannien gör anspråk på området. Toppen på Eisner Peak är 1 560 meter över havet, eller 324 meter över den omgivande terrängen. Bredden vid basen är 2,6 km.
Terrängen runt Eisner Peak är varierad. Trakten är obefolkad. Det finns inga samhällen i närheten.